# Mike Perry (computerspelontwerper)
Mike Perry (geboren in 1969) is een Amerikaans computerspelontwikkelaar. Hij is het meest bekend door zijn creatie van de langlopende computerspelserie The Sims.

## Carrière
Het eerste spel waar Perry aan werkte was een kloon van Astrosmash. Hij schreef dit in BASIC op zijn dertiende jaar. Hij studeerde muziek aan de University of South Alabama, maar stopte hier halverwege mee, en verhuisde naar Californië.
Daarna werkte hij als bijbaan in een speelgoedwinkel en speelde gitaar in twee lokale bands. Perry besloot toen om een carrière te starten in de computerspelindustrie. Hij kon aan het werk als speladviseur bij Hudson Soft. In de jaren daarna werkte Perry aan titels als Bomberman 2 en Super Adventure Island.
In 1992 werd Perry in dienst genomen bij Maxis als projectmanager, waar hij ondersteuning bood op spellen als SimEarth en SimCity. Een jaar later werkte hij aan SimFarm met Eric Albers. Dit spel won in 1993 de CODiE prijs. In 1994 produceerde hij het spel SimTower, dat eveneens een CODiE won voor Beste Simulatieprogramma.
Perry heeft gewerkt aan vrijwel elk product van Maxis, en was een van de medewerkers die bij het bedrijf bleef toen het werd overgenomen door Electronic Arts in 1997.
Hij gaf sessies tijdens de Game Developers Conference, en publiceerde in 2003 een serie over de ontwikkeling van de consoleversie van The Sims.
Vanaf 2011 is hij werkzaam bij Zynga als uitvoerend producent voor het simulatiespel FarmVille.

## Werken

### Maxis
- SimFarm (1993)
- SimCity 2000 (1993)
- SimHealth (1994)
- Klik & Play (1994)
- SimCity Classic (1995)
- SimTower: The Vertical Empire (1995)
- SimCity 2000 Network Edition (1996)

### Electronic Arts
- SimCopter (1996)
- Streets of SimCity (1997)
- SimCity 3000 (1999)
- The Sims (2000)
- SimCity 3000 Unlimited (2000)
- The Sims Online (2002)
- The Sims (Deluxe Edition) (2002)
- The Sims: Bustin' Out (2003)
- The Urbz: Sims in the City (2004)
- The Sims: Mega Deluxe (2004)
- The Godfather: The Game (2006)
- The Godfather II (2009)
- Darkspore (2011)

### Zynga
- FarmVille (2011)